# Đừng yêu tôi
Đừng yêu tôi (tiếng Trung: 别爱我; bính âm: Bie Ai Wo) là một bộ phim Trung Quốc được hãng phim truyền hình thị Thượng Hải sản xuất năm 2006.

## Nội dung
Một cô gái chỉ có sống được 100 ngày, cô ấy sẽ làm gì với 100 ngày còn lại của cuộc đời mình? Thời gian sống của cô ấy được đếm mỗi ngày.
Phi Dương mắc một căn bệnh hiểm nghèo được di truyền từ cha cô, cô quyết định thôi điều trị và cuộc sống của cô ấy rất ngắn, nhưng cô sống rất vui vẻ, thảnh thơi ở Thượng Hải. Tại Thượng Hải, Phi Dương gặp Từ Phong. Cô sớm cảm thấy mình yêu Từ Phong, và cô quyết định dành thời gian còn lại để đến với Từ Phong. Nhưng căn bệnh cô ngày càng trở nặng. Với một thời gian ngắn như vậy liệu cô ấy có đến được với Từ Phong hay không?

## Các diễn viên chính
- Hồ Ca vai Từ Phong
- Từ Nhược Tuyên vai Phi Dương
- Lâm Gia Vũ vai Tiểu Phương
- Hà Cảnh vai Đại Hùng
- Cố Mỹ Hoa vai Mỹ Kỳ
- Ngãi Vỹ vai Đường Lực
- Tạ Na vai Mã Lợi An
- Tưởng Tuyết vai Trương Tuệ